# 채호기
채호기(蔡好基, 1957년 10월 13일~ )는 대한민국의 시인, 대학교수이다.
서울예술대학 문예창작과와 대전대학교 국어국문학과를 졸업했다. 1988년 《창작과비평》 여름호를 통해 시인으로 등단했으며, 2000년에 《문학과지성사》 대표이사를 역임했다. 현재 서울예술대학 문예창작과 교수이다.

## 학력
- ~ 1982년 서울예술대학 문예창작과
- ~ 1985년 대전대학교 국어국문학 학사

## 저서
- 《지독한 사랑》(문학과지성사, 1992)
- 《슬픈 게이》(문학과지성사, 1994)
- 《밤의 공중전화》(문학과지성사, 1997) : 그가 줄곧 시의 화두로 삼아온 ‘육체’와 ‘소멸’의 세계를 다룬다.[3]
- 《수련》(문학과지성사, 2002)
- 《손가락이 뜨겁다》(문학과지성사, 2009)

## 수상
- 2002년, 제21회 김수영 문학상 시집 《수련》
- 2007년, 제8회 현대시작품상 시 《소나기 온 뒤》